# El Santuari
|  | Aquest article tracta sobre un indret d'El Port del Comte. Si busqueu informació sobre edificis religiosos, vegeu Santuari. |

El Santuari és un indret del municipi de la Coma i la Pedra situat sota la urbanització d'El Port del Comte entre els 1.600 i els 1.725 m d'altitud.